# Mauern von Benin

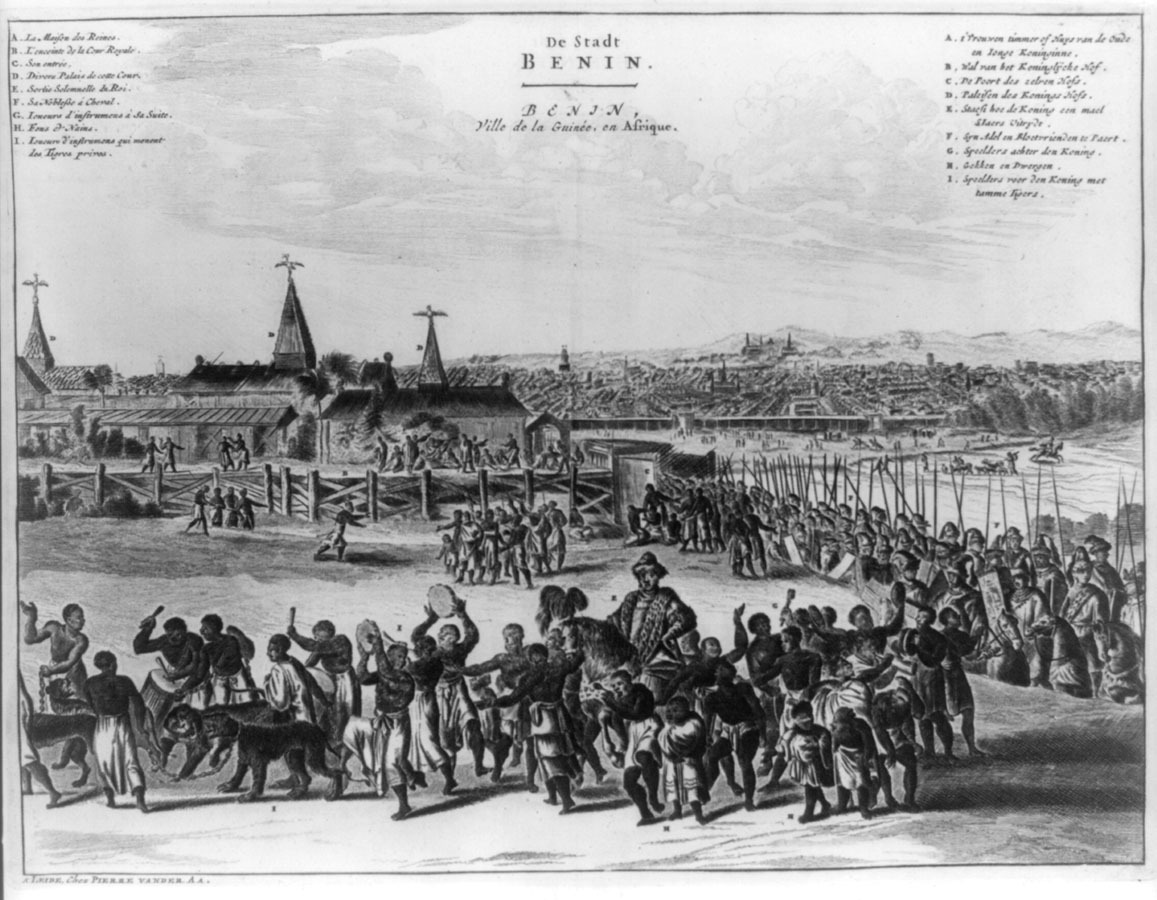
Darstellung der Stadt Benin von 1668. In der horizontalen Bildmitte ist vor der Stadt eine mauerähnliche Struktur erkennbar, bei der es sich um die Befestigung handeln könnte.

Die Mauern von Benin (edo: Iya deutsch: Graben oder Tal; englisch auch Benin Moats oder Benin Walls) waren ein komplexes System von Erdwerken aus Erdwällen mit Gräben, die als Verteidigungsanlage von Benin, der Hauptstadt des Königreichs Benin in Edo im heutigen Nigeria angelegt wurden.
Bis zur Zerstörung durch die britischen Kolonialtruppen 1897 waren sie noch das größte von Menschen erbaute Erdwerk der Welt. Es umschloss ein Gemeinschaftsland von 6.500 km². Die Anlagen haben geographische Ausdehnung von 6° bis 7° nördlicher Länge und von 5°17' bis 6°12' östlicher Breite. Der Bau begann im Jahre 800 vor Christus und dauerte bis in die Mitte des 15. Jahrhunderts. Die Gesamtlänge der ursprünglichen Erdwälle wird auf 16.000 km geschätzt.

## Aufbau
Die Mauern wurden als Graben- und Dammstruktur gebaut. Der Damm formte einen inneren Stadtgraben, während die ausgehobene Erde verfestigt und zur Herstellung des Festungswalls verwendet wurde. Auf der Krone des Walles waren Palisaden, Holzzäune oder Hecken als zusätzliche Barrieren angelegt. Zum Schutz vor Erosion bei den regelmäßigen starken Regenfällen waren die Anlagen bewachsen. Die Gräben lagen teilweise vor oder hinter den Wällen. Das ganze Erdwerksystem ist gestaffelt aufgebaut.

### Innerste Anlage
Die innerste Anlage war als in sich geschlossenes Verteidigungswerk um die Stadt und Königspalast angelegt. Die rechteckige Anlage hat Seitenlängen von etwa 2,75 km und einen Umfang von 11 km und friedete ein Areal von 7,5 km² ein. Die Höhe der Anlage maß von Grabensohle bis zur Wallkrone 15 bis 20 m, die Breite von Wall und Graben betrug 35 bis 40 m. Diese Anlage soll etwa um 1450 von Oba (König) Ewuare erbaut worden sein, was sich durch 14C-Datierungen an Proben aus den innersten Wall bestätigen ließ. Die innere Wallanlage besaß neun Toranlagen, von denen sich heute noch sieben relativ sicher verorten lassen. Keiner der überlieferten europäischen Berichte erwähnte anhaltende Bautätigkeiten, weswegen davon ausgegangen werden kann, dass die Anlagen vor 1485 fertiggestellt waren.

### Zweite und dritte Anlage
Diese Anlagen schließen direkt an den inneren Wall an. Nach mündlicher Überlieferung soll diese von Oba Oguola um 1280 errichtet worden sein. Diese Wallanlagen schlossen die Residenzen und Siedlungen der wichtigsten direkten Unterkönige (Königsmacher) ein wie die Ortschaften Urubi, Uzebu, Iduvoloto, Iduvoliha und Etete. Nach Norden hin führte ein geschützter Weg zu dem Fluss Ikpoba zur Sicherung der Wasserversorgung. Die, im Vergleich zur inneren Anlage, geringere Höhe der Erdwerke mit 6 bis 8 m von Grabensohle zur Wallkrone war hier vermutlich auf das höhere Alter und die längere Erosionseinwirkung auf die Anlage zurückzuführen.

### Weitere Erdwerke
Neben den vorgenannten Hauptwerken bestanden zahlreiche weitere, die direkt daran anschlossen wie die Anlagen Ugbor-Obe, Oka, Idogbo Ulegun Utesi, Oka Useni Oka n'Evbuorhan, Ukhun. Im Süden die Anlagen Uroho, Evbonikho, Ologbo, Ugbenu. Im Südwesten: Gwato. Im Norden: Okhunmwun, Iwu, Iyowa, Ekiadolor, Oluku und Ora und Udo im Nordwesten. Die Anlage N.I.F.O.R. bei Uwan wurde 1939 beim Bau des Nigerian Institute for Oil Palm Research (N.I.F.O.R.) entdeckt und genauer untersucht. Weitere Anlagen liegen an der Ifon Road. Es ist noch mit weiteren, bisher nicht entdeckten Anlagen zu rechnen.

## Zerstörung
Die Mauern von Benin wurden im Jahre 1897 durch die Briten verwüstet. Vereinzelte Teile der Mauer verbleiben noch in Edo, während die Materialien von den lokalen Einwohnern, den Edo (Bini) für Bauzwecke verwendet werden. Auch werden sie weiterhin im Rahmen von Grundstückserschließungen niedergerissen.

## Überlieferung
In Europa sind die Mauern von Benin seit etwa 1500 bekannt, nachdem der portugiesische Entdecker Duarte Pacheco Pereira das Bauwerk während einer Reisen kurz beschrieb:

“一Diese Stadt ist von Tor zu Tor 4 – 5 km lang; sie hat keine Mauer, ist aber von einem großen, sehr breiten und tiefen Graben umgeben, der für ihre Verteidigung ausreicht”

Dazu merkt der Archäologe Graham Connah zu Pereiras Aussage "keine Mauer" an, dass nach der damaligen Definition in Europa Erdwerke nicht als Mauer bezeichnet wurden.
Eine weitere Beschreibung stammt von dem niederländischen Forscher Dierick Ruiters etwa aus der Zeit um 1600:

“一At the gate where I entered on horseback, I saw a very high bulwark, very thick of earth, with a very deep broad ditch, but it was dry, and full of high trees... That gate is a reasonable good gate, made of wood in their manner, which is to be shut, and there always there is watch holden.”

„An dem Tor, durch das ich in die Stadt einritt, sah ich einen sehr hohen und mächtigen Erdwall mit einem sehr tiefen, breiten Graben, aber dieser war trocken und voller hoher Bäume... Dieses Tor ist ein recht gutes Holztor in hiesiger Bauweise, das geschlossen werden kann, und es wird immer bewacht.“

Der Ethnomathematiker Ron Eglash verglich die geplante Gestaltung der Stadt auf der Grundlage von Fraktalen, nicht nur in der Stadt selbst und in den Dörfern, sondern sogar in den Räumen der Häuser. Er kommentierte: "Als die Europäer erstmals nach Afrika kamen, hielten sie die Architektur für sehr unorganisiert und damit für primitiv. Es kam ihnen nie in den Sinn, dass die Afrikaner vielleicht eine Form der Mathematik verwendet haben könnten, die sie noch nicht einmal entdeckt hatten".

## Bedeutung
Die Mauern der Stadt sind die weltgrößte vom Menschen erschaffene Struktur. Der New Scientist erläuterte:

“They extend for some 16,000 kilometres in all, in a mosaic of more than 500 interconnected settlement boundaries. They cover 6,500 square kilometres and were all dug by the Edo people. In all, they are four times longer than the Great Wall of China, and consumed a hundred times more material than the Great Pyramid of Cheops. They took an estimated 150 million hours of digging to construct, and are perhaps the largest single archaeological phenomenon on the planet.”

„Sie erstrecken sich in einem Mosaik von über 500 miteinander verbundener Siedlungsbegrenzungen, insgesamt über 16.000 km. Sie bedecken 6500 km² und wurden komplett von den Edo gegraben. Insgesamt sind sie viermal länger als die Große Mauer in China und es wurde hundertmal soviel Material verbaut wie bei der Cheops-Pyramide. Die Erdarbeiten dauerten geschätzte 150 Millionen Stunden und sind vielleicht das größte einzelne archäologische Phänomen auf dem Planeten.“

Die Überreste der Erdwerke stehen seit 1961 als nationales Kulturdenkmal unter Denkmalschutz, jedoch wurden bisher kaum Konservierungsmaßnahmen unternommen, ebenso wurden die erhaltenen Reste noch nicht vollständig aufgenommen und kartografiert. Desinteresse seitens der Bevölkerung und verantwortlichen Behörden gefährdet zusätzlich den Bestand der Wallanlagen. Um den Schutz der Anlagen und das Bewusstsein über deren kulturhistorischer Bedeutung in der Bevölkerung voranzutreiben, wurde die Benin Moat Foundation gegründet. Am 1. November 1995 wurden die Mauern von Benin zur Aufnahme als UNESCO-Weltkulturerbe vorgeschlagen.